# 貫新左衛門
貫 新左衛門（ぬき しんざえもん）は、安土桃山時代から江戸時代にかけての武将。毛利氏の家臣。父は貫助次郎。

## 生涯
天正3年（1575年）、毛利氏家臣・貫助次郎の子として生まれる。毛利輝元・秀就の二代に仕え、慶長19年（1614年）12月28日、輝元から下総守の受領名を与えられた。
寛永5年（1628年）2月10日に54歳で死去。内藤元泰の子・吉盛の次男である吉真が養子として新左衛門の後を継いだ。